# 左岸站
左岸站（羅馬化：Livoberezhna,  （ⓘ））是基輔地鐵斯維亞托申-布羅瓦雷線的一個車站，開通於1965年11月5日。站名由來於該站位於第聶伯河的左岸。在該站可以換乘烏克蘭鐵路的列車。

## 外部連結
- （乌克兰語） 基輔地鐵官方網站 - Station description
- （俄文） 基輔地鐵非官方網站 （页面存档备份，存于） - Description and photo gallery
- （英文） Google maps - Satellite shot
- （捷克文） metro.zarohem.cz - Photo gallery